# 六安市毛坦厂中学
安徽省六安市毛坦厂中学，是中国安徽省六安市的一所高级中学，为省示范高中。虽然这所学校位于安徽省六安市大别山深处的毛坦厂镇，但因为连续多年的高本科达线率，加上校方极为严格的管理，和大量的陪读家长，学校在网上得到了「亚洲最大的高考工厂」称号。

## 历史
- 1939年，成立安徽省第三临时中学。
- 1947年，改名为“私立六南中学”。
- 1952年，改名为六安县第二初级中学。
- 1960年，更名为六安县毛坦厂中学，并于同年秋季创办高中部。
- 1992年，六安县、市合并更名为六安市毛坦厂中学。[1]

## 高考成绩
- 1999年：重点52人 本科98 人
- 2000年：重点85人 本科134人
- 2001年：重点106人 本科245人
- 2002年：重点176人 本科376人
- 2003年：重点236人 本科457人
- 2004年：本科达线人数956人
- 2005年：本科1505人
- 2006年：本科2784人
- 2007年：本科3771人
- 2008年：本科4500人以上
- 2009年：本科达线人数5150人
- 2010年：本科达线人数6039人,其中一本1809人
- 2011年：本科达线人数共6900人
- 2012年：本科达线人数7626人，文科有3人进入全省前100名
- 2013年：本科达线人数为9258人，文理各1人进入全省前100名
- 2014年：本科达线人数突破10000人，其中一本达线2786人
- 2015年：本科达线人数突破10000人，其中一本达线3196人
- 2016年：本科达线人数突破10000人，其中一本达线3700人
- 2017年：本科达线人数突破10000人，其中一本达线3761人

毛坦厂中学创造优异高考成绩的同时，也被认为学习“地狱”、“集中营”、“高考工厂”， 被认为是中国大陆僵化的教育体系和“应试教育”的一个缩影。 但实际上，对于学校中千万穷苦学生来说，学习可能是他们唯一的出路，这反映了中国目前唯分数论的阶级上升通道仍未关闭，虽然问题重重但这已经是贫穷子弟唯一的希望。2014年美国《纽约时报》驻华记者曾前往毛坦厂进行探访。同时，毛坦厂中学对品学兼优、家庭贫困学生提供国家助学金和学校资助金帮助，让学子们专心于学习。

## 文化影响
中国当红美食纪录片《舌尖上的中国》，第二季第七集《三餐》记录了了六安毛坦厂中学陪读家长和学生的一日三餐生活，介绍了六安小吃蒿子粑粑、豆腐干子。

## 知名校友
- 吕永龙：现任中国科学院生态环境研究中心副主任（正局级），发展中国家科学院院士。